# Montguers
Montguers é uma comuna francesa na região administrativa de Auvérnia-Ródano-Alpes, no departamento de Drôme. Estende-se por uma área de 11,06 km². Em 2010 a comuna tinha 53 habitantes (densidade: 4,8 hab./km²).